# Вернеров синдром
Вернеров синдром је веома редак, аутозомално-рецесивно наследан, поремећај развића човека. Најпрепознатиљивија карактеристика овог поремећаја је прерано старење. Вернеров синдром, више од других облика сегменталне прогерије, подсећа на „убрзано старење“. Зато што дели симптоме са прогеријом, Вернеров синдром се често назива и прогероидни синдром. У основи обољења лежи мутација на гену који кодира ДНК хеликазу, а налази се на краћем краку 8. хромозома. Синдром је назван по немачком научнику Оту Вернеру, који га је 1904. године описао у оквиру своје докторске тезе.

## Симптоми
Особе са Вернеровим синдромом обично имају нормалан ток развића до пубертета. Након пубертета, старе убрзано, тако да у четрдесетој години живота изгледају неколико деценија старије од реалне старости. Време почетка испољавања Вернеровог синдрома је варијабилно.
Неки од симптома су:
- губитак косе, појава седих власи
- задебљање коже
- катаракта оба ока
- птицолик изглед лица
- танке руке, а дебео торзо
- хипогонадизам
- поједина обољења везана за старост — рак, коронарне болести срца, атеросклероза, шећерна болест